# Río Tym (Sajalín)
El Tym (en ruso: Тымь) es un río de la isla de Sajalín, en Rusia, y el segundo más largo de la isla después del Poronay. Tiene una longitud de 330 kilómetros y una cuenca hidrográfica de 7.850 kilómetros cuadrados. El nombre del río se traduce del nivkh como "río de desove". El río fluye por los distritos de Tymovsky y Nogliki del óblast de Sajalín. Nace en la ladera sur del monte Lopatin, en las montañas de Sajalín oriental, fluye por las tierras bajas pantanosas del valle de Tym-Poronaiskaya y finalmente desemboca en la bahía de Nyisky, en el mar de Ojotsk. Los pueblos de Tymovskoye y Nogliki están situados junto al río.
El río se alimenta principalmente del deshielo. El Tym se congela entre noviembre y principios de diciembre, y el deshielo de primavera se produce entre finales de abril y mayo. El mayor nivel de caudal se ha observado en la segunda semana de mayo, y el menor en la tercera semana de agosto. Hay unos 400 lagos en la cuenca del río, con una superficie combinada de unos 9,5 km².

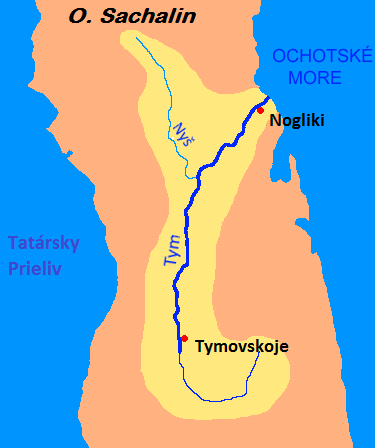
Mapa de la cuenca del Tym.

Los afluentes más grandes del Tym se enumeran a continuación, con su longitud en kilómetros entre paréntesis:
Afluentes por la derecha
- Pilenga (63)
  - Parkata (60)
- Imchin (59)
- Uskov (39)

Afluentes por la izquierda
- Nysh (116)
- Chachma (93)
- Little Tym (66)
- Aleksandrovka (48)
- Rojo (46)

El río es navegable en balsas y embarcaciones ligeras hasta 80 km de su desembocadura. El paso de tifones puede provocar importantes inundaciones. El Tym y sus afluentes son ricos en salmones en desove.
En el valle de Tym se practica algo de agricultura, produciendo patatas y verduras, así como criando ganado para obtener carne y productos lácteos. Aunque la temporada de cultivo tiene una media de menos de 100 días, los científicos soviéticos llamaban con optimismo al valle del río "el granero de Sajalín". Para ello, en la época soviética se estableció una granja colectiva llamada "Krasnaya Tym" ("Tym Rojo"). En el valle también se explota la madera.

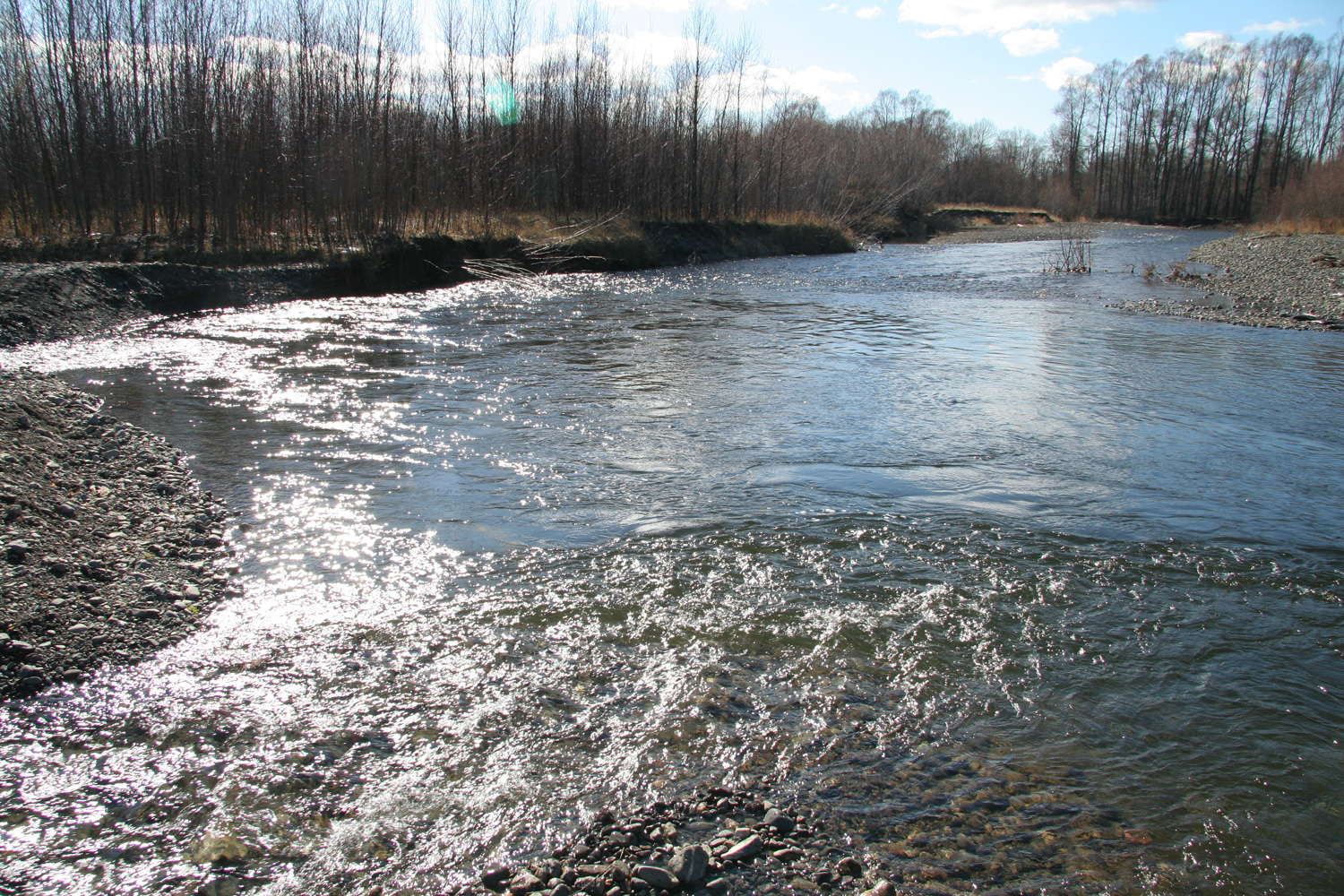
Río Tym